# Agkistrodon contortrix
Agkistrodon contortrix és una espècie de serp verinosa de la família Viperidae i subfamília Crotalinae. Habita als Estats Units i Mèxic.

## Subespècies
- A. c. contortrix 	(Linnaeus, 1766)[3]
- A. c. laticinctus Gloyd & Conant, 1934
- A. c. mokasen Palisot de Beauvois, 1799
- A. c. phaeogaster Gloyd, 1969
- A. c. pictigaster Gloyd & Conant, 1943